# Jacinki (stacja kolejowa)
Nadbór – zlikwidowana stacja kolei wąskotorowej (Koszalińska Kolej Wąskotorowa), w Jacinkach, w województwie zachodniopomorskim, w Polsce. Przystanek został zlikwidowany w kwietniu 1945 roku. Jacinki były stacją końcową dla linii kolejowej wąskotorowej z Manowa. Przez stację przebiegała także inna wąskotorowa linia ze Sławna do Gołogóry.